# Bargfeld (Gerdau)
Bargfeld ist ein Ortsteil der Gemeinde Gerdau in der Samtgemeinde Suderburg im Landkreis Uelzen. Dieser liegt im Nordosten von Niedersachsen.
Bargfeld liegt südwestlich des Kernorts von Gerdau. Westlich vorbei am Dorf fließt durch das 398 ha große Naturschutzgebiet Mönchsbruch der Häsebach. Hindurch führt die Kreisstraße 38, die Gerdau an der Bundesstraße 71 im Norden durch Bargfeld mit Bahnsen im Süden miteinander verbindet.
Die Protestanten von Bargfeld gehören zum Einzugsbereich der evangelisch-lutherischen Kirchengemeinde Gerdau mit der St. Michaeliskirche.